# Petyr Peszew
Petyr Iwanow Peszew (bułg. Петър Иванов Пешев; ur. 8 sierpnia 1858 w Sewliewie, zm. 19 stycznia 1931 w Sofii) – bułgarski prawnik i polityk, działacz Partii Narodowo-Liberalnej, trzykrotny minister sprawiedliwości, w latach 1913–1918 minister edukacji, deputowany do Zgromadzenia Narodowego 7. (1893–1894), 8. (1894–1896) i 10-18 kadencji.

## Życiorys
Syn Iwanczo i Nedelji. W latach 1984-1876 uczył się w szkole klasztornej, a następnie podjął pracę jako nauczyciel w Sewliewie. W 1800 ukończył gimnazjum w Rosji i podjął studia prawnicze na uniwersytecie moskiewskim. W 1884, po ich ukończeniu powrócił do kraju i rozpoczął pracę w ministerstwie sprawiedliwości. W 1887 powrócił do rodzinnego Sewliewa, gdzie pracował w zawodzie adwokata. Należał do Partii Liberalnej i był jednym z najbliższych współpracowników Wasiła Radosławowa. 4 listopada 1919 został aresztowany i oskarżony o współudział w katastrofie narodowej, jak określano klęskę Bułgarii w I wojnie światowej. Skazany na karę dożywotniego pozbawienia wolności, w 1924 opuścił więzienie na mocy amnestii. W ostatnich latach życia zajmował się działalnością publicystyczną i pisał pamiętniki.
Był żonaty (żona Canka z d. Petrowa).